# اچ‌ام‌اس کارناتیک (۱۸۲۳)
اچ‌ام‌اس کارناتیک (۱۸۲۳) (به انگلیسی: HMS Carnatic (1823)) یک کشتی بود که طول آن ۱۷۷ فوت (۵۴ متر) بود. این کشتی در سال ۱۸۲۳ ساخته شد.